# Silene engleri
Silene engleri är en nejlikväxtart som beskrevs av Pax. Silene engleri ingår i släktet glimmar, och familjen nejlikväxter. Inga underarter finns listade i Catalogue of Life.